# Vilarejo (canção)
"Vilarejo" é uma canção da cantora brasileira Marisa Monte, lançada como single do álbum Infinito Particular, lançado no Brasil em 2006. A canção  foi escrita pela Marisa Monte, Pedro Baby, Carlinhos Brown e Arnaldo Antunes.
Atualmente, a canção integra o repertório da primeira turnê mundial dos Tribalistas, a Tribalistas Tour 2018/2019.

## Reconhecimento
| Prêmio        | Ano  | Categoria                                                 | Resultado | Ref.  |
| ------------- | ---- | --------------------------------------------------------- | --------- | ----- |
| Deezer        | 2024 | As 10 músicas de Marisa Monte mais ouvidas na Deezer      | 4         | [ 3 ] |
| Letras.mus.br | 2020 | As 12 melhores músicas de Marisa Monte                    | -         | [ 4 ] |
| Terra         | 2022 | As 10 melhores músicas de Marisa Monte para ouvir e tocar | -         | [ 5 ] |

## Clipe musical
O clipe musical da música foi gravado e disponibilizado no canal oficial da EMI no YouTube em 2009. O mesmo intercala fotos de um determinado local que foi devastado pela guerra e suas consequências (crianças chorando, idosos em meio a prédios destruídos, mulheres portando armas de fogo) com partes em vídeo da própria Marisa cantando.
O clipe foi dirigido por Andrucha Waddington, Paulo de Barros e Ricardo Della Rosa.

## Faixas
1. "Vilarejo" [6]

## Covers
- A cantora italiana Giusy Ferreri gravou uma versão em italiano da canção. Essa versão se chama Piccolo vilaggio e está inserida no álbum Fotografie, lançado em 2009. A tradução para o italiano foi feita pelo cantor Tiziano Ferro, autor de algumas músicas de Giusy. [7]